# Free Weezy Album
Albums de Lil Wayne
I Am Not a Human Being II
(2013) Tha Carter V
(2018)
Free Weezy Album (abrégé en FWA) est le onzième album studio du rappeur américain Lil Wayne, sorti en 2015 exclusivement sur Tidal, puis en 2020 sur Spotify.

## Liste des titres
Source : Tidal
| 1.    | Glory                                             | - Dwayne Carter, Jr. - Marco Rodriguez-Diaz - Angel Aponte - Avery Chambliss                            | - Infamous - OnHel (co.) - Avenue Beatz (co.) | 5:07 |
| 2.    | He's Dead                                         | - Carter, Jr. - Daniel Johnson - Vinay Vyas - Justin Davey - Luca Polizzi                               | - Kane Beatz - TODAY (co.) - Polizzi (co.)    | 4:31 |
| 3.    | I Feel Good                                       | - Carter, Jr. - Rodriguez-Diaz - Terry Bourgeois                                                        | - Infamous - T@ (co.)                         | 3:10 |
| 4.    | My Heart Races On (featuring Jake Troth)          | - Carter, Jr. - Jake Troth - Will Lobban-Bean                                                           | - Cook Classics - Troth                       | 3:48 |
| 5.    | London Roads                                      | - Carter, Jr. - London Holmes                                                                           | London on da Track                            | 3:55 |
| 6.    | I'm That Nigga (featuring HoodyBaby)              | - Carter, Jr. - Aponte - Omolulu Akinlolu                                                               | OnHel                                         | 3:44 |
| 7.    | Psycho (featuring Leah Hayes)                     | - Carter, Jr. - Leah Hayes - Rodriguez-Diaz                                                             | Infamous                                      | 4:04 |
| 8.    | Murda (featuring Cory Gunz, Capo and Junior Reid) | - Carter, Jr. - Peter Pankey, Jr. - Delroy Reid - Sharif Slater - Myles Moraites - Kibwe Luke           | - Reefa - Myles.William - 12Keyz (co.)        | 3:49 |
| 9.    | Thinking Bout You                                 | - Carter, Jr. - Bourgeois - Rodriguez-Diaz                                                              | - T@ - Infamous                               | 4:03 |
| 10.   | Without You (featuring Bibi Bourelly)             | - Carter, Jr. - Badriia Bourelly - Jeroen Visscher - Vincent Schenck                                    | - Nascent - Sakwe (co.)                       | 4:16 |
| 11.   | Post Bail Ballin'                                 | - Carter, Jr. - Bigram Zayas                                                                            | DVLP                                          | 3:55 |
| 12.   | Pull Up (featuring Euro)                          | - Carter, Jr. - Eufradis Rodriguez - Nicholas Audino - Lewis Hughes - Khaled Rohaim - Te Whiti Warbrick | Twice as Nice                                 | 4:15 |
| 13.   | Living Right (featuring Wiz Khalifa)              | - Carter, Jr. - Cameron Thomaz - Bourgeois - Rodriguez-Diaz                                             | - T@ - Infamous                               | 5:01 |
| 14.   | White Girl (featuring Jeezy)                      | - Carter, Jr. - Jay Jenkins - Rodriguez-Diaz                                                            | Infamous                                      | 4:43 |
| 15.   | Pick Up Your Heart                                | - Carter, Jr. - Andre Lyons - Marcello Valenzano                                                        | Cool and Dre                                  | 6:10 |
| 16.   | Street Chains                                     | - Carter, Jr. - Nicholas Warwar - Tarik Azzouz                                                          | - StreetRunner - Azzouz (co.)                 | 3:36 |
| 64:29 |                                                   | |                                               |      |

## Samples
- Glory contient un sample de Arise, Shine de Greg Dykes & The Synanon Choir.
- He's Dead contient un sample de I See Ghost de As Animals.
- I Feel Good contient un sample de I Got You (I Feel Good) de James Brown.